# Užovkovití
Čeleď užovkovití (Colubridae) je velmi početná a úspěšná skupina hlavně malých či středně velkých hadů. Z celkového počtu 2 700 druhů hadů se jenom počet druhů užovkovitých hadů blíží číslu 2 000. Většinou se jedná o nejedovaté hady. Jedovatí jsou jen ti z podčeledi bojg a vodnářek.
Čeleď byla v minulosti někdy označována jako „odpadkový koš taxonů“, neboť se sem řadí hadi, s nimiž si systematika neví příliš rady.
Novější výzkum v oblasti molekulární fylogenetiky stabilizoval klasifikaci čeledi užovkovitých, která je v současnosti definována jako monofyletický klad, k vyřešení všech vztahů uvnitř této skupiny však bude nezbytný další výzkum. Ke květnu 2018 je uznáno osm podčeledí.

## Podčeledi

### Aktuální
- Sibynophiinae
- Natricinae
- Pseudoxenodontinae
- Dipsadinae
- Grayiinae
- Calamarinae
- Ahaetuliinae
- Colubrinae

Kromě toho je do čeledi řazeno několik druhů incertae sedis.

### Dřívější
V minulosti byly do čeledi užovkovitých řazeny další podčeledi, které jsou v současnosti přiřazeny buď do jiných podčeledí, nebo jiných čeledí, například:
- Xenoderminae
- Xenodontinae – užovky bahenní
- Lycodontinae
- Pareinae
- Dasypeltinae
- Elachistodontinae
- Homalopsinae – vodnářky
- Aparallactinae
- Boiginae – bojgy

## Rozšíření a chov
Užovkovití jsou kromě Antarktidy a několika ostrovů v Oceánii zastoupeni po celém světě a všude jsou dominantní skupinou hadů. Mezi chovateli jsou velice oblíbeni a v teráriích hojně rozšířeni – také díky snadnému chovu, atraktivnímu zbarvení a cenové dostupnosti mnohých druhů.

## Popis
Na těle užovek nejsou patrné zbytky končetin. Jejich hlavu pokrývají obyčejně velké, symetricky rozložené štítky, u některých druhů vybíhající ve výrůstky různého tvaru. Jsou to hadi denní i noční, obývající nejrůznější biotopy, najdeme mezi nimi druhy výhradně vodní, žijící na zemi i pod zemí, ale i hady šplhající v keřích či stromech. Všechny užovky však mají podobnou stavbu kostry, vyvinutou pouze jednu (pravou) plíci a další společné znaky.

## Rozmnožování
Užovky jsou jak vejcorodí (oviparní), tak i vejcoživorodí (ovoviviparní). Některé druhy chrání svá vejce podobně jako krajty, většina však klade vejce na vlhká, vyhřátá místa a o snůšku se již dále nestará.

## Jedovatost
Jedná se většinou o hady nejedovaté, anebo od nich lidem nehrozí žádné nebezpečí, mnohé druhy však mají v zadní části tlamy vyvinutou tzv. Duvernoyovu žlázu, která vypouští do ústní dutiny jed. Ten má zřejmě ochromující vliv na kořist při jejím polykání. Účinky tohoto jedu na lidský organismus jsou velice málo prozkoumány, proto je třeba předcházet pokousání při manipulaci s méně běžnými a netypickými druhy užovek – například zástupci rodů Amphiesma, Coluber, Coronella, Drymarchon, Nerodia, Ptyas, Thamnophis, Xenochrophis, nebo Zaocys. Některé druhy užovek zuby nemají, jiné jen malý počet. Hadi z podčeledi bojgy (Boiginae) a vodnářky (Homalopsinae) mají v zadní části tlamy rýhované jedové zuby, jsou to tedy hadi jedovatí. Při obranném kousnutí však těmito zuby většinou nezasáhnou, navíc jed většiny druhů je poměrně slabý. Mísí se se slinami, a tak se ho do rány dostane většinou docela málo. Jed užovek působí především na nervovou soustavu.

#### Dvakrát jedovatý had
Užovka tygří (Rhabdophis tigrinus) původem z Japonska a východních oblastí Koreje, Ruska a Číny je známá pro svou „kleptotoxicitu“ = kromě vlastního jedu ovlivňujícího srážlivost krve v zadních jedových zubech, které používá k aktivnímu lovu, dokáže ve speciálních šíjových žázách ukládat také cizí jed (steroidní látky ovlivňující činnost srdce) získaný z potravy (převážně jedovaté ropuchy, v některých populacích také larvy světlušek), který používá při vlastní sebeobraně. Tento vzácně chovaný druh je od září 2024 k vidění v pavilonu Terárium ve spodní části pražské zoologické zahrady.